# Gaël Bigirimana
Gaël Bigirimana, né le 22 octobre 1993 à Bujumbura (Burundi), est un footballeur international burundais qui évolue au poste de milieu de terrain.

## Biographie

### Jeunesse et formation
Né à Bujumbura (Burundi), Gaël Bigirimana et sa famille se réfugient en Angleterre en 2004 après un bref passage en Ouganda. Il est mis à l'essai par le Coventry City FC avant d'intégrer le centre de formation des Sky Blues en 2005.

### Coventry City
Bigirimana est intégré à l'effectif de l'équipe première de Coventry City durant l'été 2011. Il prend part à son premier match en professionnel le 8 août 2011 à l'occasion de la rencontre de deuxième division anglaise face à Leicester City (défaite 0-1). À l'issue d'une première saison au niveau professionnel durant laquelle il prend part à vingt-huit matchs toutes compétitions confondues, le milieu burundais est lauréat du trophée du meilleur espoir de deuxième division anglaise.

### Newcastle United
Le 6 juillet 2012, Gaël Bigirimana signe un contrat de cinq ans avec Newcastle United,. Le 23 août suivant, il participe à son premier match avec les Magpies lors de la rencontre comptant pour les barrages de la Ligue Europa face au club grec de l'Atromitos FC (1-1). Le 2 septembre, l'Anglo-Burundais joue son premier match de Premier League en remplaçant Danny Simpson à la 38e minute du match face à Aston Villa (1-1).
Le 2 février 2015, Bigirimana est prêté au Rangers FC avec lequel il ne dispute aucune rencontre avec l'équipe première.
Le 16 novembre 2015, il est prêté à Coventry City. Il prend part à treize matchs toutes compétitions confondues avant de réintégrer l'effectif des Magpies.

### Retour à Coventry City
Le 26 août 2016, il signe pour une saison à Coventry City. Il participe à trente-neuf matchs avant de quitter le club libre à la fin de la saison.

### Motherwell et Hibernian
Le 2 juin 2017, Bigirimana s'engage pour deux ans avec le Motherwell FC.
Le 31 janvier 2019, il s'engage pour six mois avec le Hibernian FC. Il ne joue qu'une seule rencontre avec le club écossais avant d'être libéré en mai 2019.

## Statistiques
| Saison                | Club                  | Championnat             | Championnat | Championnat | Coupe(s) nationale(s) | Coupe(s) nationale(s) | Compétition(s) continentale(s) | Compétition(s) continentale(s) | Compétition(s) continentale(s) | Total | Total |
| Saison                | Club                  | Division                | M.          | B.          | M.                    | B.                    | Comp.                          | M.                             | B.                             | M.    | B.    |
| 2011-2012             | Coventry City         | Championship            | 26          | 0           | 2                     | 0                     | -                              | -                              | -                              | 28    | 0     |
| 2012-2013             | Newcastle United      | Premier League          | 13          | 1           | 2                     | 0                     | C3                             | 10                             | 0                              | 25    | 1     |
| 2013-2014             | Newcastle United      | Premier League          | -           | -           | 1                     | 0                     | -                              | -                              | -                              | 1     | 0     |
| 2014-2015             | Newcastle United      | Premier League          | -           | -           | -                     | -                     | -                              | -                              | -                              | 0     | 0     |
| 2014-2015             | Rangers FC (prêt)     | Scottish Championship   | -           | -           | -                     | -                     | -                              | -                              | -                              | 0     | 0     |
| 2015-2016             | Newcastle United      | Premier League          | -           | -           | -                     | -                     | -                              | -                              | -                              | 0     | 0     |
| 2015-2016             | Coventry City (prêt)  | League One              | 13          | 0           | -                     | -                     | -                              | -                              | -                              | 13    | 0     |
| 2016-2017             | Coventry City         | League One              | 30          | 0           | 9                     | 2                     | -                              | -                              | -                              | 39    | 2     |
| 2017-2018             | Motherwell FC         | Scottish Premier League | 27          | 1           | 9                     | 1                     | -                              | -                              | -                              | 36    | 2     |
| 2018-2019             | Motherwell FC         | Scottish Premier League | 19          | 1           | 2                     | 0                     | -                              | -                              | -                              | 21    | 1     |
| 2018-2019             | Hibernian FC (prêt)   | Scottish Premier League | 1           | 0           | -                     | -                     | -                              | -                              | -                              | 1     | 0     |
| Total sur la carrière | Total sur la carrière | Total sur la carrière   | 129         | 3           | 25                    | 3                     | -                              | 10                             | 0                              | 164   | 6     |

## Palmarès

### En club
- Coventry City
  - Vainqueur de l'EFL Trophy en 2017.

- Motherwell FC
  - Finaliste de la Coupe d'Écosse en 2018.